# Laküdész
Laküdész (Kr. e. 3. század) görög filozófus.
Kürénéből származott, az új akadémia híve volt, és alapítójának, Arkeszilaosznak halála után az élére állt. Pergamonban egy Attalosz király által alapított filozófiai iskolában huszonhat éven át tanított, ezután átadta az iskola vezetését Teleklészenk és Euandernek. Diogenész Laertiosz szerint a mértéktelen ivás következtében szívszélhűdésben hunyt el, de ez az adat nem megbízható. Feltehetőleg ő fejtette ki először irodalmi formában Arkeszikaosz szkeptikus gondolatait. Munkái elvesztek.